# Els Meijer (schaatsster)
Els Calis-Meijer (Zaanstreek, 12 april 1959) is een voormalig Nederlands  schaatsster.
Els werd in 1983 Nederlands Kampioen op de Kortebaan in Dronten. Het zilver was voor Margriet Pomper, Ietje Timmer werd derde.
In 1984 haalde zij op het NK Kortebaan het zilver achter Alie Boorsma. In 1987 werd zij in Nederhorst den Berg	wederom tweede, nu achter Ingrid Haringa. In 1988 won zij in Heerenveen brons, achter kampioene Herma Meijer en Christine Aaftink.

## Uitslagen
| Jaar | Tijd                  | Kampioenschap | Plaats              |
| ---- | --------------------- | ------------- | ------------------- |
| 1983 | 18                    | NK Allround   | Deventer            |
| 1983 | Goud                  | NK Kortebaan  | Dronten             |
| 1983 | 14                    | NK Sprint     | Utrecht             |
| 1984 | 8                     | NK Allround   | Groningen           |
| 1984 | Zilver                | NK Sprint     | Eindhoven           |
| 1984 | Zilver                | NK Kortebaan  | Thialf Heerenveen   |
| 1985 | 8                     | NK Allround   | Alkmaar             |
| 1985 | Brons                 | NK Sprint     | Utrecht             |
| 1986 | 13                    | NK Allround   | Assen               |
| 1986 | 6                     | NK Sprint     | Utrecht             |
| 1986 | Goud                  | NK Kortebaan  | Gorredijk           |
| 1987 | 8e (500m), 7e (1000m) | NK Afstanden  | Den Haag            |
| 1987 | Zilver                | NK Sprint     | Deventer            |
| 1987 | Zilver                | NK Kortebaan  | Nederhorst den Berg |
| 1988 | 8e (500m), 9e (1000m) | NK Afstanden  | Heerenveen          |
| 1988 | 6e                    | NK Sprint     | Heerenveen          |
| 1988 | Brons                 | NK Kortebaan  | Heerenveen          |

## Persoonlijke records
- 500m : 41,89	(19-03-1987, Heerenveen)
- 1000m : 1.24,97 (03-01-1988, Heerenveen)
- 1500m : 2.14,80 (29-12-1984, Inzell)
- 3000m : 4.48,90 (09-12-1984, Haarlem)
- 5000m : 8.27,82 (03-02-1985, Alkmaar)